# Vratislava Nováková
Vratislava Nováková es una deportista checoslovaca que compitió en piragüismo en la modalidad de eslalon. Ganó dos medallas en el Campeonato Mundial de Piragüismo en Eslalon, oro en 1961 y bronce en 1963.

## Palmarés internacional
| Campeonato Mundial | Campeonato Mundial | Campeonato Mundial | Campeonato Mundial |
| Año                | Lugar              | Medalla            | Competición        |
| ------------------ | ------------------ | ------------------ | ------------------ |
| 1961               | Hainsberg (RDA)    | Medalla de oro     | C2 mixto           |
| 1963               | Spittal (Austria)  | Medalla de bronce  | C2 mixto           |